# 生徒諸君!教師編
『生徒諸君!教師編』（せいとしょくん きょうしへん）は、庄司陽子の学園漫画作品。2003年から2011年まで、講談社のヤングレディース誌『BE・LOVE』で連載された。『生徒諸君!』（第1部）の続編にして、『生徒諸君! 最終章・旅立ち（第3部）』の前編（第2部）にあたる。
2007年6月に小説版が発売されたほか、2007年にこの作品を原案としたテレビドラマ（タイトルは『生徒諸君!』）が放送された。

## あらすじ
学生編から3年後。晴れて中学校教師となったナッキーこと北城尚子は、母校である聖美第4中学校で、楽しく幸せな教員生活を送っていた。しかしある日、恩師でもある金田教頭から「友人が教頭を務める中学で、2年生の担任が1学期いっぱいで辞め、代わりを探している」と打診される。
クラス担任になれると聞いたナッキーは大喜びで、その中学、横浜市立御園中学校へ赴任する。しかし、彼女が受け持つことになった2年3組は、教師や大人を信じられなくなった生徒たちの集団だった。謎の組織「3TD」に率いられた2年3組によって苦しめられるナッキーであったが、彼女のあきらめようとしない根性と熱意を見た生徒たちの一部は、次第に自分たちの本心をナッキーに打ち明けていくようになる。
その一方、3TDのリーダーである樹村珠里亜は、3TDそのものの権威が崩れはじめていくのを恐れ、次第に強硬的な手段を用いて、ナッキーの御園中からの排除を画策しはじめる。
また、祖父の影響下で彼の不満に染まって育ったナッキー自身は両親に捨てられたという思い込みが心に根を張っており、母親に等しい祖母が倒れたことで母の未知子に思わず不満をぶつける。

## 舞台設定
本作の舞台となる御園中学校（みそのちゅうがっこう）は、横浜市に存在する公立中学校。ナッキーが受け持つことになる2年3組は、1年時にクラスで出かけたハイキングで遭難し、当時の担任に置き去りにされた過去を引きずっている。このクラスは、御園中の教師たち、そして御園中全体の生徒たちを陰で震え上がらせている謎の3人組「3TD」が率いている。2年3組教室前に設置された目安箱に、依頼内容を書いて入れれば解決してくれるとして2年3組生徒はもちろん他クラスからの依頼が、舞い込むこともしばしばだが、その実態は2年3組そのものの牛耳を執る暴君であり、手段は卑劣そのもの。目安箱に書かれているターゲットは全員が問答無用で横暴的な制裁を受けており、無実の人間まで犠牲にしている。さらには、自分たちに反意を持つ者は同じ生徒であろうとも容赦はしない。3TDの「3」はメンバーの人数、「T」は「Teacher」ではなく「Tree（3人とも苗字に「木（樹）」の字が含まれている）」、最後の「D」は「disposer（処理する人）」を意味する。当初構成員は不明であったが、ナッキーによって見破られる。この中学校は3年間クラス替えがないため、のちにそのまま3年3組となる。

## 登場人物
学生編にも登場する人物については、「生徒諸君!#主な登場人物」の項も参照のこと。

### 御園中学校職員
北城 尚子（きたしろ なおこ）
本作の主人公。負けず嫌いな性格。中学校時代の経験から理想に燃えて教師を目指すが、初めて担当するクラスは学校きっての問題児クラスであった。偏見や先入観がないように見えても「娘に捨てられた」と思い込む祖父に植えつけられた不信感とともに「母親に忘れられた」過去への複雑な思いを持っている。担当教科は国語。7歳でマールの存在を知るまでは内気で甘えん坊な子供だった。猫舌であるにもかかわらず熱いものが好きなのは祖父譲りらしい。
江上校長
校長。本名は24巻の卒業式で明かされる。ナッキーの教育方針を理解し信頼を寄せるが、珠里亜の闘病のあたりから次第に「やり過ぎ」になるナッキーに不安を抱き、3TDだけが担当する2年3組の生徒ではないと他の生徒を放置したかのようなナッキーを諭す。
野村教諭
御園中学校の教師で、理科を担当。物語冒頭で、誤解によりセクハラのレッテルを貼られ、さらに3TDによって半裸でさらし者にされる。
近藤教諭
学年主任。修学旅行の責任者。
戸田教諭
2年5組担任。3組の行く末を案じ、新任のナッキーが3組を変えてくれるかと期待する。担当教科は社会科。
出島 聡（でじま さとる）
新任の生徒指導主任。「生徒に規律と道徳を叩きこむのが自分の仕事」が信条で、校則違反には厳罰で臨む。そのため初めはナッキーと対立するが、のちに意気投合し、「2クラス担任」のときは副担任を引き受ける。「北城先生は既存の学校制度に当てはまらないのではないか」と忠告する。
星川先生
1年2組担任。荒れたクラスを御しきれず体調を崩すが、ナッキーに救われ立ち直る。母一人で育ったので、母子家庭の永井のことを他人と思えないと叱る。
石井先生
家庭科担当。3の3・1の2合同ゴミ拾いボランティアの際、手作りのアイスバーを差し入れる。

### 2年3組

#### 3TD
樹村 珠里亜（きむら じゅりあ）
複雑な家庭事情を抱える女子生徒。寡黙で冷静沈着。先の事件以来、担任教師のことが信じられなくなり、話を聞かず一人で勉強をしていた。父は彼女の幼いころに離婚し、母は病弱だった弟の死後、錯乱して入院したため、叔母の家で世話になっているが、叔母の息子に性的嫌がらせを受け続けている。それゆえに学校に自分の居場所を求めて3TDを結成した。そのため2年3組のなかでも、最後までナッキーに抵抗するが、心のなかでは切実に救いを求めていた。従兄弟に暴行されそうになった寸前、心配して駆けつけた公平たちに救われる。のちに白血病を発病し入院治療を受けるが、再発し、公平がスイスから一時帰宅した際、ICUで亡くなる。
青木 公平（あおき こうへい）
2年3組の学級委員長で、実質的な2年3組の支配者。私立ではなくても今の自分なら有名私立高校に行ける自信があり、公立中学に入学。母親はPTA会長で、その威光をかさに着た振る舞いが目立つ。ナッキーとの和解後は、母親の意向に逆らって自分の夢（パティシエ）を貫こうとし、スイスに留学する。珠里亜のピンチを何度も救い、のちに相思相愛の仲になる。
木下 薫（きのした かおる）
長髪、長身の少年。バスケットボール部の幽霊部員。父親は暴力団の組長で「ヤクザに学問は要らぬ、中学卒業後は組に入ればよい」と言われ、好きなバスケットボールの夢もあきらめかけていたが、ナッキーの助言により進学を許され、あこがれの岩崎祝監督がいる京都の高校をめざし勉強に励む。西臣春菜が好きで、援助交際で妊娠した春菜に「オレが赤ん坊の父親になってやる」と申し出る。
ドラマ版では2年3組のなかで唯一の金髪男子。

#### その他の生徒
吉沢 由佳（よしざわ ゆか）
万引きをしてナッキーが身元確認に行く。親が事故で死に、叔父の鹿野に育てられている。
白井 将太（しらい しょうた）
山の置き去り事件以来不登校になった3人のうちの一人。事件以前は学級委員を務め、自分が提案したハイキングがもとで起きた事件に責任を感じていた。自分たちのために公園を走るナッキーを最後まで見届け、ついに心を開く。後に、スイスに旅立った青木に代わり再度学級委員を務める。
上田 良（うえだ りょう）
不登校になった3人のうちの一人。ナッキーに「登校してほしければ公園を50周走れ」という無理難題を吹きかける。 この公園は上田がふだん運動のために使っている公園だった。気性は激しいがまっすぐな心の持ち主。剣道をやっていて警察官志望だったが、総合の学習を通して社会正義の実現を目指すため検事を志すようになる。
岡沢 真奈（おかざわ まな）
不登校になった3人のうちの一人。幼いころに病気で亡くなった姉を思い、病院の検査技師を目指す。
三宅 静香（みやけ しずか）
修学旅行の事故で重傷を負いナッキーに助けられる。母親が恋愛をしているのが気に入らなかったが、ナッキーの助言で二人の結婚を認める。ナッキーの生き方に感銘を受け、保育士を目指す。
神崎 あゆみ （かんざき あゆみ）
絵が好きで将来その方面に進みたいが、具体的なことがわからず悶々としている。ナッキーの助言により生き生きと将来を考えるようになる。勉強を親身に教えてくれる青木を好きになるが、木下に青木と樹里亜の関係を明らかにされ失恋する。好きな絵を生かすため美術品修復師を目指す。
佐藤 貴行（さとう たかゆき）
内気で人見知りな性格だったが、教員に試験問題流出を疑われたとき、真っ先に再テストに同意する。作家志望で富岡と一緒に岩崎守に会いに行き、刺激を受ける。
富岡 隆（とみおか たかし）
生徒会副会長を務める。花火大会でナッキーが青木たちと一緒にいるのを見てひいきしていると疑う。夜な夜な遊んでいたが、寝ずに走り回って自分たちを探したナッキーの姿に打たれ改心する。成績優秀で親の願いもあり官僚を目指していたが、青木と珠里亜の姿を見て自分について考えるようになり、小説家を目指すようになる。卒業式では卒業生総代として答辞を述べ、ナッキーに卒業証書を渡す。
野口 トビオ（のぐち トビオ）
3年生になって九州からやってきた転校生。報道カメラマンだった父親が戦争取材中に急死したことで心に傷を持っていた。いつでも死んで構わないと思っていたが、「命を軽く見るな」と珠里亜に説教される。自分と同じように孤独を知るナッキーに「興味がある」と告白し、二人だけのときは対等に話す。ふだんは青木や木下と行動をともにしている。白血病が再発した珠里亜に「樹村の精一杯生きる姿を青木に残してやりたい」と言って毎日写真を撮る。母親は早くに亡くなっており、現在は母方伯母の家で暮らす。特技は前の中学でやっていた器械体操。生きる喜びを撮るカメラマンになりたいと写真専門学校を目指す。

#### 3年2組保護者および関係者
樹村 真緒
珠里亜の母。和輝の死を受け入れられず心を病み、それからずっと時が止まっている。珠里亜のことを「自分の娘と同じ名前の、身寄りのない女の子」と思っている。
大波
樹里亜の実の父親。大阪在住で再婚した妻とのあいだに2児がいる。樹里亜たちを捨てたことをずっと後悔し、父としての責任を果たしたいと骨髄移植に臨む。
小林
珠里亜の担当医師。再発して投げやりになっていた樹里亜に同じ病で闘う子どもたちを会わせる。
鹿野 高雄
吉沢の叔父。山岳写真家。容姿が沖田に酷似している。万引きをした姪を引き取りに出向いた警察署でナッキーと出会い、好意を寄せるようになるが、失恋する。

### 2年3組以外の生徒
渡辺 順 （わたなべ じゅん）
2年1組生徒。気の弱い少年だが、成績は良い。かつては、私立の中学を受験していたが不合格となり、それまで仲の良かった友人たちからいじめに遭い、3TDに救いを求める。
西臣 春菜 （にしおみ はるな）
御園中の生徒会長。援助交際のすえに妊娠し、妊娠中絶のためのカンパを募っていたのをナッキーに見つかり、担任がさじを投げたためナッキーが面倒を見ることとなる。当初は中絶される赤ん坊の命も、自分のこともどうでもいいという態度をとっていたが、ナッキーと木下の説得もあり、母親とも和解し、母の実家の兵庫へ転出する。転出のあいさつに来た際、樹里亜と意気投合し文通するようになる。
永井 翼（ながい つばさ）
1年2組の生徒。金髪に染め粋がっていたが、母親への複雑な思いゆえであった。3人兄弟の長男できょうだいみな父親が違う。星川先生に叱られ、母に自分の思いをぶつけ話し合い、母の真意を知る。
柳川 通（やながわ とおる）
1年2組学級委員。1年2組には数少ない真面目な生徒で、クラスに馴染めず戸惑っている。母親はクラスを変えてもらいたがっており、そのせいで星川先生が崩れたかと胸を痛める。
湯浅 怜（ゆあさ れい）
1年2組の女子生徒。祖母を介護する母の様子、その母が家庭訪問に来たナッキーに話をする様子を見て考えを変える。
香川（かがわ）
木下のバスケ部の後輩。技能が優れ、試合を見に来た祝に「卒業したら洛日へ来い」と誘われる。

### ナッキーをとりまく人々
岩崎 祝（いわさき はじめ）
「悪たれ団」メンバーで高校教諭。中学生の頃からナッキーを思い続け、紆余曲折のすえ、学生編の最後に将来を誓う仲となる。大学時代にバスケットボールで全日本選手に選ばれかけたほどの名プレーヤーだったため、京都の高校にバスケ部顧問として招聘された。ナッキーの危機を敏感に悟っては手を差し伸べてきたが、生徒にのめり込み心の迷宮の深みに自ら沈みゆくナッキーからの連絡が途絶えがちになり、何も知らされず第三者から伝え聞くという状況に不信感を抱くようになる。
岩崎 初音（いわさき はつね）
「悪たれ団」メンバーで旧姓は「小西」。祝の兄、守の妻であり2児の母。コンビニエンスストア「岩崎商店（元酒店）」を姑とともに切り盛りする「日本一のおかみさん（になる予定）」である。従兄弟の魔の手から救い出された珠里亜をナッキーに頼まれ岩崎家で預かり、自身が過去に強姦（レイプ）されたこともあり愛情深く見守る。富豪である北城家の娘であるナッキーとは身分が違うと時代錯誤な僻みを抱いて祝との交際に反対する姑を、家のことは関係ないと諭して初恋の人である義弟の恋を応援する。
沖田 成利（おきた なるとし）
「悪たれ団」メンバー。大学在学中に山の事故で死去するも、思い出は今もナッキーの胸に深く刻まれている。祝にとってはナッキーを巡る永遠のライバル。しかしながら、暴力で解決しようとする傾向があり、そのため、祝の右眼を失明に追い込むことになる。
五月野 舞子（さつきの まいこ）
「悪たれ団」メンバーで現在、薬剤師として田村医院に勤めている。
田村 僚一（たむら りょういち）
家業の医院を継ぐために必死で勉強をしてきたが、ナッキーとの触れ合いで心を開き「悪たれ団」に入る。
舞子と結婚し田村医院を継ぐ予定だったが、誰からも必要とされる医者を目指し舞子とともに離島の無医村へ赴任する。
金田 巌（かねだ いわお）
ナッキーの恩師で聖美4中の教頭。物語冒頭でナッキーに御園中への赴任を打診する。校長に「来年の担任はない」と言われ意気消沈するナッキーに「お前は思うまま生きろ、お前の生きざまは俺が保証する」と励ます。
宮島 徳一郎（みやじま とくいちろう）
ナッキーの祖父。若幸田村で妻の里（さと）と2人暮らし。我が子の幸福を優先させて未知子を送り出した筈だったが、手元に一生置きたいという利己的な感情から不満をため込んでおり、里が倒れたおり駆けつけた未知子に自分たちを捨てたと非難し、また孫であるナッキーを捨てるくらいなら他所にやれば良かったのだと暴言をぶつける。

## 書誌情報

### 単行本
- 庄司陽子 『生徒諸君!教師編』 講談社〈BE LOVE KC〉、全25巻
  1. 2004年4月13日発売[1]、ISBN 4-06-319133-8
  2. 2004年4月13日発売[2]、ISBN 4-06-319134-6
  3. 2004年7月13日発売[3]、ISBN 4-06-319138-9
  4. 2004年11月12日発売[4]、ISBN 4-06-319147-8
  5. 2005年2月10日発売[5]、ISBN 4-06-319156-7
  6. 2005年6月13日発売[6]、ISBN 4-06-319165-6
  7. 2005年11月11日発売[7]、ISBN 4-06-319176-1
  8. 2006年3月13日発売[8]、ISBN 4-06-319176-1
  9. 2006年6月13日発売[9]、ISBN 4-06-319185-0
  10. 2006年10月13日発売[10]、ISBN 4-06-319192-3
  11. 2007年3月13日発売[11]、ISBN 4-06-319202-4
  12. 2007年5月11日発売[12]、ISBN 978-4-06-319213-1
  13. 2007年10月12日発売[13]、ISBN 978-4-06-319224-7
  14. 2008年3月13日発売[14]、ISBN 978-4-06-319232-2
  15. 2008年7月11日発売[15]、ISBN 978-4-06-319242-1
  16. 2008年11月13日発売[16]、ISBN 978-4-06-319248-3
  17. 2009年2月13日発売[17]、ISBN 978-4-06-319256-8
  18. 2009年6月12日発売[18]、ISBN 978-4-06-319265-0
  19. 2009年10月13日発売[19]、ISBN 978-4063192728
  20. 2010年3月12日発売[20]、ISBN 978-4-06-319280-3
  21. 2010年7月13日発売[21]、ISBN 978-4-06-319288-9
  22. 2010年10月13日発売[22]、ISBN 978-4-06-319296-4
  23. 2011年1月13日発売[23]、ISBN 978-4-06-380303-7
  24. 2011年4月13日発売[24]、ISBN 978-4-06-380312-9
  25. 2011年8月11日発売[25]、ISBN 978-4-06-380321-1

### 文庫版
- 庄司陽子 『生徒諸君!教師編』 講談社〈講談社漫画文庫〉、全10巻
  1. 2013年9月12日発売[26]、ISBN 978-4-06-370937-7
  2. 2013年9月12日発売[27]、ISBN 978-4-06-370938-4
  3. 2013年10月11日発売[28]、ISBN 978-4-06-370939-1
  4. 2013年10月11日発売[29]、ISBN 978-4-06-370940-7
  5. 2013年11月12日発売[30]、ISBN 978-4-06-370945-2
  6. 2013年11月12日発売[31]、ISBN 978-4-06-370946-9
  7. 2013年12月12日発売[32]、ISBN 978-4-06-384956-1
  8. 2013年12月12日発売[33]、ISBN 978-4-06-384957-8
  9. 2014年1月10日発売[34]、ISBN 978-4-06-384967-7
  10. 2014年01月10日発売[35]、ISBN 978-4-06-384968-4

### 小説
- 『小説生徒諸君! 教師編』2007年6月発行、ISBN 978-4-06-364695-5

### 関連書籍
- 『生徒諸君!〜教師編オフィシャルファンBOOK』2005年6月13日発売[36]、ISBN 4-06-372025-X

## テレビドラマ
『生徒諸君!』（「教師編」は付かない）との番組タイトルで、2007年4月20日から6月22日まで、ABC・テレビ朝日の共同制作により、テレビ朝日系列で毎週金曜日21:00 - 21:54に連続テレビドラマ作品として放送された。主演は内山理名。
「残酷な今を生きるキミたちへ」がキャッチフレーズ。第4話まではドラマや番組HPなどで「原作 庄司陽子」と表記していたが、第5話から「原案 庄司陽子」の表記となった。
原作コミックス第6巻までのいわゆる「珠里亜編」を元にしている。

### ドラマ版の登場人物
テレビドラマ版では、学生編を読んでいなくても話が通じるよう、原作と設定が大幅に異なる人物も多い。
北城 尚子 〈25〉
演 - 内山理名
御園中学校に赴任してきた新任教師。新任早々、問題児が集まる2年3組の担任になる。中学時代、母親に忘れられたというつらい境遇を仲間や教師に助けられ、教師になることを決意する。周りから煩わしく思われるほどの明るい性格で、3TDからどれほどの暴力を受けても翌日には笑顔で教壇に立つ強靭な精神の持ち主。自分の立場を省みず、体を張って生徒を守ろうとする。その姿勢が2年3組の生徒の心を動かし、生徒から信頼を得るようになる。珠里亜を侮辱した信子を殴り、御園中学校を去ることになるが、最後に生徒たちに「自分や仲間を信じて」とメッセージを残す。バスケットボールなどのスポーツを得意とする一方、部屋の片付けや料理は苦手。

#### 御園中学校職員
学校教育の熱がさめ、保身に走る教師たちが多かった。しかし、尚子の影響を受け、ふたたび教育にやる気を持ちはじめる。
岸本 まじめ〈57〉
演 - 小林稔侍
御園中学校の校長。昔は尚子と同じような熱血教師だったが、今は日向とPTAの顔色ばかりを伺っていて、肝心なときに役に立たない存在になっている。しかし、2年3組教室立てこもり事件のときの尚子の行動や言葉により、昔の気持ちを思い出し、尚子の免職通知をみずから破り捨てる。その後も尚子が教師を続けられるよう、教育委員会を説得しようとする。亀田の後輩で、二人きりになると亀田を「先輩」と呼び、愚痴を聞いてもらうこともある。
宮沢 義一〈48〉
演 - 渡辺いっけい
御園中学校の教頭。次期校長の座を狙うも、岸本の腰巾着になっている。2年3組が問題を起こさないかと怯えている。
折戸 聡史〈30〉
演 - 石井正則
御園中学校の教師で2年学年主任。数学を担当。学校は「会社」、生徒は「顧客」と考える。目標は出世のみで、聖職者としての理想などはかけらもなく、校長や教頭にごまをする。
鳥居 玲奈〈23〉
演 - 上原美佐
御園中学校の非常勤講師で、英語を担当。授業を終えるとさっさと帰っていく（実際には非常勤講師としてごく普通の行動である）。暇なときは、もっぱら花嫁修業と見合いのみであり、「キャリア組のイケメン」（＝日向）を狙っている。合コンの際に、うっかり御園中学校の実態を明かし、マスコミに取り上げられたことに責任を感じ、立てこもり事件のときには尚子の手助けをする。その後、教師の仕事にやる気を出し、正式採用される。
水原 健〈25〉
演 - 城田優
御園中学校の教師で、体育を担当。美形の体育会系で、何事にも一生懸命だが、それが逆に暑苦しいと生徒だけでなく、同僚からも敬遠されている。
野村 信二〈37〉
演 - 正名僕蔵
御園中学校の教師で、理科を担当。小心者で、他者と付き合うのが苦手。普段もできるだけ生徒と顔を合わせないよう、理科準備室に篭っている。シャーレで微生物を飼育しており、名前までつけて可愛がっている。
米崎 駒子〈21〉
演 - 星野奈津子
御園中学校の事務職員。学校予算の管理を任されているため、教師たちを厳しく監視している。無神経な性格で、普段から事務的な口調で話す。
亀田 陽吉〈59〉
演 - 志賀廣太郎
御園中学校の教師で、社会科を担当。古株のベテラン教師で、かつては尚子同様に理想に燃えていたが、現代の教育社会の腐敗に絶望し、すっかり無気力になっている。教師の中では数少ない尚子の理解者。校長の岸本の先輩に当たり、二人きりのときは「岸本君」と呼ぶ。

#### 3TD
誰も来ない学校の屋上か、チャットで連絡を取り合っている。チャットネームは『三銃士』にあやかり、珠里亜が「アトス」、公平が「アラミス」、薫が「ポルトス」。
樹村 珠里亜
演 - 堀北真希
3TDのリーダー。普段は授業など聞かず、高卒認定受験に向けての勉強ばかりしている。ドラマ版では原作にない「他のクラスメートより3歳年上」という設定が追加されている。その理由として「幼い頃に重い病気で長期入院していたため」となっていたが、じつは「弟が病気がちなため母親が育児放棄し、小学校に通わせなかったため」であった。3TDでの活動に自分の居場所を見いだしており、「私のクラスに3TDみたいな卑怯者はいらない」と言い放った尚子を憎み、さまざまな手段を用いて追放を画策する。一方では携帯電話に非通知の連絡（じつは従兄弟から）がかかってくるたび、尚子に「助けて」とメールを送る。自分を対等に扱い、珠里亜と呼ぶ公平と薫のことをとても大切に思っているが、従兄弟に汚されている自分を知られるのを恐れて本当のことを言えずにいた。そのことで思い悩み、自殺を図ろうとするが、尚子に助けられたうえに公平と薫の気持ちを伝えられ、ついに心を開く。さらにクラスメートにも自分のことを話し、互いに仲間であることを誓いあう。
青木 公平
演 - 本郷奏多
3TDの参謀役。2年3組の学級委員長で、PTA会長の息子。その強い威光によって、2年3組で本来暴力などを好まない生徒たちも、従わずに裏切り者扱いされることを恐れ、誰も彼に逆らえずにいる。傲慢に近い自信家。尚子の言動にかなり心が揺らぎはじめるが、珠里亜を独りにできないと、薫が3TDを離れたあとも3TDにとどまる。その後、珠里亜の危機を救うことになる。
木下 薫
演 - 岡田将生
3TDでは作戦の実行役。バスケットボール部の幽霊部員。ショートカットの金髪で長身。短気で攻撃的な性格をしている。しかし、尚子に得意分野のバスケットボールで敗北し、さらには球技大会での件によって、今の自分の行いに疑問を抱きはじめ、3TDと縁を切る決意をする。しかし、3TDを抜けたあとも珠里亜のことを気にかけ、公平とともに彼女を助ける。

#### 2年3組生徒
一年前、山の事故で当時の担任に置き去りにされたことで、心が傷つき、大人を信じなくなったクラス。困ったことは3TDに依頼し、解決していたが、徐々に彼らの言いなりになっている状態になっていった。当初は尚子にも心を開こうとしなかったが、自分たちのために奔走する尚子に心を動かされ、山の事故の傷を乗り越える。
岡沢 茉莉
演 - 夏未エレナ
去年の学級委員のひとり。1年前ハイキングの提案をしたが、遭難したうえに、三井恭平にナイフを突きつけられて人質にされ、さらにはその事件が原因で直輝が登校拒否になったため、みずからも登校を拒否しフリースクールに通っていた。尚子によって自分が逃げていただけであることに気付かされ、ふたたび御園中に登校する。
白井 直輝
演 - 若葉竜也
去年の学級委員のひとり。1年前の置き去り事件で、三井に見殺しにされそうになったトラウマが原因で、引きこもりの登校拒否に陥っており、九州の学校へ転校する予定であった。尚子に促された茉莉の言葉から、御園中への復学を決意する。一部の教師たちには、厄介者扱いされていた。
上田 敏也
演 - 松川尚瑠輝
バスケットボール部では、幽霊部員として扱われていたが、本人はバスケットボールを心から愛しており、とくに北城尚子と同級生であり、かつて全日本に呼ばれるほどの実力を持った岩崎祝にあこがれている。3TDを裏切ることに恐怖し、球技大会に出ることも諦めていたが、尚子との関わりを経て3TDとの決別を決意。順たみとともに球技大会に出場する。
雨宮 由希子
演 - 加地千尋
小学校の頃よりいじめに遭っており、もともと学校が苦手。昨年の担任教師である三井に好意を抱き、置き去り事件のあとも彼を心配していたが、当の本人は由希子のことを完全に忘れており、裏切ったことについて謝りにすら来させられなかったため、尚子を「嘘つき」と罵り、教室を飛び出すが、のちに信頼をよせるようになる。
渡辺 順
演 - 落合扶樹
2年3組の生徒のひとり。恐喝から助けられたうえ、自分の気持ちを理解しようとした尚子には感謝するが、3TDに裏切り者扱いされることを恐れ、嘘をつく。しかし、球技大会参加を機に、次第に尚子に対し心を開いていくようになる。
恩田 蓮
演 - 塚田健太
笑顔の絶えない「癒し系」であったが、置き去り事件が切っ掛けで笑うことができなくなり、仲の良かった白井直輝が、心を病んだことに苦悩していた。しかし、尚子によって直輝が復学したことで、ともに尚子に信頼を寄せるようになる。
神崎 あゆみ
演 - 南沢奈央
青木とともに今年度学級委員を務める。茉莉の親友で、不登校中の彼女の分もクラスをまとめようとする。尚子によって茉莉が復学したことで、尚子に信頼を寄せるようになり、球技大会では尚子のチームを応援する。
柴田 安里
演 - 岡本玲
自分を磨くことに精を出している。割れた手鏡を直した件で日下部に恋心を持ち、バスケの練習を陰で見る。尚子に修学旅行に行きたいと伝え、必死になって努力した尚子に感謝する。
田谷 美登利
演 - 藤村聖子
リーダー格の姉御肌。置き去り事件以来教師に対し反抗的になり、優秀だった成績も下がる。趣味はダンス。
吉沢 由佳
演 - 星川玲奈
おしゃれが大好き。一人っ子で、嫉妬心を見せることもある。
日下部 和真
演 - 溝端淳平
バスケットボール部の幽霊部員。木下薫と行動をともにしていることが多い。置き去り事件以来、大人への信頼や将来への希望も失っている。得意科目は体育。
乾 浩輔
演 - 萩原一樹
パソコンに詳しく、どこでもパソコンに向かっていることが多い。趣味は秋葉原めぐり。
宇佐美 彩女
演 - 阿部麻似子
休みの日に渋谷にいくのが好き。見かけは派手だが実はナイーブ。
紺野 まゆな
演 - 小松未可子
抜けたところがあり、甘えん坊。クラスの笑いを誘うムードメーカーだったが、置き去り事件以来、逆上しやすくなる。
桜井 菜穂
演 - 久野みずき
置き去り事件がきっかけで過食症になり20kg太った。天真爛漫でとても楽観的な明るい性格。
玉井 吉尚
演 - 染谷将太
大人しい性格。普段は無口だが、読書家で知識は豊富。運動は苦手。
辻本 光
演 - SHO
バスケットボール部員。性格は温和で大人しい性格。置き去り事件以来、廃部状態になり居場所をなくしている。
富岡 駿
演 - 太賀
ものまねが得意。お笑い芸人になるのが夢。クラスのムードメーカーだったが、置き去り事件以来教師に対し敵対心をむき出すようになる。
永嶋 未来
演 - 斎藤千晃
ボーイッシュではっきりとした性格。弱い者にとてもやさしく、努力家でもある。走ることが趣味。
成瀬 太朗
演 - 高橋賢人
小柄で落ち着きがないく、しばしばいじられる。いつも笑顔で怒ったところを見せなかったが、置き去り事件以来、少し馬鹿にされると逆上するようになる。
野々村 友利
演 - 長谷川愛美
何でも人に頼る傾向がある。小柄で泣き虫。置き去り事件以来、前よりすぐ泣き出すようになる。
早坂 斗枝夫
演 - 伊藤大翔
繊細で潔癖症。目立たないが真面目。ルービックキューブが趣味。
深海 知花
演 - 矢部裕貴子
楽観的で人を疑わないタイプ。置き去り事件以来人を信じることが出来なくなった。見かけは豪華でおっとりとした美少女。
真鍋 雛那
演 - 後藤このみ
家庭があまり裕福ではない。置き去り事件以来前より表情が暗くなる。イラストを描くのが趣味。
三浦 海
演 - 山崎将平
バスケットボール部の幽霊部員。木下薫と行動をともにしていることが多い。喧嘩に強い。
三宅 静香
演 - 上野真未
明るい性格で話し好き。歌が好きで、シンガーソングライターになるのが夢。
結城 拓弥
演 - 山田優太
柔道部。有言実行型だが人から嫌われないタイプ。ふくよかで、笑顔を絶やさない明るい性格。

#### その他
日向 悠一郎
演 - 椎名桔平
39歳。みなと市教育委員会委員で、置き去り事件の隠蔽と御園中の監視のために文部科学省から送り込まれたキャリア組。弟がいじめのため自殺したという過去があり、みずからの手で教育制度を変えようと文科省での出世を目指してきた。その事故以降、無表情で笑顔を見せることがなくなり、御園中の教員からは「鉄仮面」と呼ばれている。制度改革を目指すも上司である三井省吾と現場の間に挟まれ、強引なやり方を用いたり、三井恭平の海外逃亡の手助けをしたりする。当初は彼のやり方に反発する尚子に対し、容赦ない圧力をかけるが、独自の視点から尚子に助言する一面も見せ、「弟の担任も北城尚子先生だったら、よかったのに」と思うようになり、最終的には、今の教育現場には、制度を変えるよりも、尚子のような教師が必要だと説き、尚子の教職を存続させる。いつもペットボトルに入った水を持ち歩いている。
三井 恭平
演 - 田中哲司（第2話、第3話）
尚子が赴任する前年の2年3組の担任で、3TD結成の切っ掛けを作った張本人。自分勝手な人物で、山のハイキングで遭難した際に、生徒たちから食料を奪い取って、自分一人で下山した。その後も、何の罪の意識もなく、別の学校で平然と教師を続けており、尚子に咎められても「命を張ってまで生徒を守る義務なんてあるのか」と、緊急避難的な開き直り方をする。その後、日向が謝るよう説得したようだが、聞く耳を持たず、留学の名目で海外へと逃げる。父親の三井省吾（中原丈雄）は文部科学省の事務次官である。
木下 剛造
演 - モロ師岡（第2話）
木下薫の父で、暴力団組長。家庭訪問に来た尚子から「薫くんを自由にしてあげて」と言われ日本刀を突きつけるが、脅迫にも動じない尚子にほれ込み、対等に話すようになる。
白井 良実
演 - 中島ひろ子（第2話、第4話）
白井直輝の母。部屋に引きこもり奇声を上げる息子に何もできずうろたえるばかり。息子を案じるというよりも、単身赴任中の夫の不在や、近所への気遣いについてのストレスがたまり、夫のいる九州へ引っ越そうとする。
青木 文代
演 - あめくみちこ（第6話、第7話）
青木公平の母。PTA会長。1年前の山の置き去り事件を受け、2年3組を修学旅行に参加させないことを学校と決める。修学旅行の参加を訴える尚子の話にまったく聞く耳を持たない。
堀江 泰人
演 - 松尾敏伸（第8話、第9話）
珠里亜の従兄弟で、彼女のストーカー。珠里亜のことを「おもちゃ」として扱い、長い間、性的嫌がらせをしていた。一度は遠くの大学に行くが、珠里亜に非通知で連絡してきて、嫌がらせを続けた。そして珠里亜の自殺騒動を機に戻ってきて、ふたたび珠里亜を襲おうとする。
樹村 亜矢
演 - 長野里美（第8話 - 最終話）
珠里亜の母。病弱の弟の看病のため、珠里亜の育児を放棄。その後、弟は亡くなり、精神障害となり入院し、珠里亜の記憶を忘れる。しかし、見舞いに来る珠里亜を見て、彼女のことを思い出す。
堀江 信子
演 - 東ちづる（第8話 - 最終話）
珠里亜の伯母。息子同様、執念深く腹黒い性格。家の手伝いをする珠里亜のことをよく思っていたが、息子の泰人の嘘を信じ、態度を豹変させる。その後、尚子達や感謝を述べる珠里亜の話を全く聞かず、珠里亜を「生まれてなんかこなきゃよかった子」と暴言を吐きののしる。そのとき、尚子に叩かれたことを逆恨みし、彼女を教育委員会に訴える。本当は珠里亜のことを信じたいが、泰人のことを守ろうとする。
園井 優子（紅星学院教師）
演 - 黒木メイサ（第1話・友情出演）
紅星学院の生徒指導担当。渡辺順への恐喝の件で乗り込んでいった尚子たちの訴えに聞く耳を持たず、入学できなかった渡辺の逆恨みだろうと言い放つ。なお、原作で尚子たちの相手をするのは管理職で、しかも「これでいいですか」とお金を差し出し、かえって尚子の怒りを招くこととなる。
三井 省吾
演 - 中原丈雄（第3話、第6話、最終話）
文部科学省の事務次官。三井恭平の父。
男性教師
演 - 徳井優（第2話）
教育ビデオのなかで登場。
フリースクールの生徒
演 - 竹内友哉（第4話）
岩崎 祝（回想）
演 - 中林大樹（第5話）
東国原 秀喜
演 - 光石研（第6話）
旅行代理店「みなとツーリスト」主任。修学旅行の担当者。
日向悠一郎の弟
演 - 久保翔（第7話）
北城 真理子
演 - 内山理名（第9話）
尚子の双子の姉。
南田
演 - 鈴木亮平（第10話）
尚子の後任の教師。

### 補足
視聴率こそこの枠では「レガッタ〜君といた永遠〜」以来の、一度も10%を超えることなく全話一桁台だったものの、この作品以降、大きく知名度を上げた俳優もおり、『太陽と海の教室』や、続く7月クールにフジテレビ系列で放送された堀北真希主演のドラマ『花ざかりの君たちへ〜イケメン♂パラダイス〜』に出演した岡田将生はこの作品が連続ドラマ初出演、『ハチワンダイバー』や『赤い糸』主演の溝端淳平はこの作品が俳優デビュー作ともなった。中学校を舞台にした作品ではあったが、ほとんどの生徒役は高校生とほぼ同じ年齢である。
北城尚子役の内山理名と青木公平役の本郷奏多は、本作の前にTBS系列で放送された『嫌われ松子の一生』でも中学校教師役と生徒役で共演している。堀北真希と岡田将生・溝端淳平・城田優は、『花ざかりの君たちへ』でも、2クール連続で再共演している。また南沢奈央・溝端淳平・岡本玲・若葉竜也は『赤い糸』で再共演している。堀北真希と黒木メイサは同年齢、同じ事務所所属で普段も仲がいい友人同士。このドラマでは同年齢にもかかわらず、堀北が生徒役、黒木が教師役という設定となっている。

### スタッフ
- 脚本 - 渡邉睦月
- 音楽 - 水谷広実、柳田しゆ、コーニッシュ
- 演出 - 唐木希浩（5年D組）、田村直己（テレビ朝日）、常廣丈太（テレビ朝日）
- 主題歌 - YUI「My Generation」
- 音楽プロデューサー - 石井和之
- 編成 - 飯田新（ABC）、島川博篤（テレビ朝日）
- 宣伝 - 渡邊亜希子（ABC）、平野三和（テレビ朝日）
- 音楽協力 - テレビ朝日ミュージック、エー・ビー・シーメディアコム
- チーフプロデューサー - 五十嵐文郎（テレビ朝日）
- プロデューサー - 奥住尚弘（テレビ朝日）、内山聖子（テレビ朝日）、梶野祐司（ホリプロ）、津川栄子（ABC）
- ラインプロデューサー - 菊池誠（アズバーズ）
- 協力 - 5年D組、渋谷ビデオスタジオ、ビデオスタッフ、東新、SPOT、テレビ朝日クリエイト、オムニバス・ジャパン
- 制作協力 - アズバーズ
- 制作 - ABC・テレビ朝日・ホリプロ

### 放送日程
- 番組タイトルでは「第1話!」のように感嘆符（!）を添えて書かれるが、この表では!を省略する。

| 各話                                                      | 放送日        | サブタイトル             | 演出     | 視聴率 |
| --------------------------------------------------------- | ------------- | ------------------------ | -------- | ------ |
| 第1話                                                     | 2007年4月20日 | ウザい教師を追放せよ!    | 唐木希浩 | 9.4%   |
| 第2話                                                     | 2007年4月27日 | 期限は一週間!生徒達の罠  | 田村直己 | 7.7%   |
| 第3話                                                     | 2007年5月04日 | 約束!きっと君たちを守る  | 田村直己 | 5.9%   |
| 第4話                                                     | 2007年5月11日 | 転校…涙のホームルーム!   | 唐木希浩 | 6.0%   |
| 第5話                                                     | 2007年5月18日 | 大逆転〜14歳の独立戦争!  | 唐木希浩 | 7.4%   |
| 第6話                                                     | 2007年5月25日 | 最高の修学旅行           | 田村直己 | 6.8%   |
| 第7話                                                     | 2007年6月01日 | 学校vs14才〜決死の持久戦 | 唐木希浩 | 8.1%   |
| 第8話                                                     | 2007年6月08日 | ウソの笑顔とホントの仲間 | 常廣丈太 | 7.3%   |
| 第9話                                                     | 2007年6月15日 | 鬼伯母との壮絶バトル開始 | 田村直己 | 7.9%   |
| 最終話                                                    | 2007年6月22日 | 教師ナッキー最後の戦い   | 田村直己 | 9.4%   |
| 平均視聴率 7.6%（視聴率は関東地区・ビデオリサーチ社調べ） |               |                          |          |        |

### 遅れネット局
- 福井放送（日本テレビ系列） - 2008年10月1日 - 10月
- 山陰放送（TBS系列） - 2007年9月18日 - 9月27日
- 宮崎放送（TBS系列） - 2007年7月9日 - 7月23日

| 朝日放送・テレビ朝日をはじめとするテレビ朝日系列 金曜9時枠の連続ドラマ | 朝日放送・テレビ朝日をはじめとするテレビ朝日系列 金曜9時枠の連続ドラマ | 朝日放送・テレビ朝日をはじめとするテレビ朝日系列 金曜9時枠の連続ドラマ |
| 前番組                                                                 | 番組名                                                                 | 次番組                                                                 |
| ---------------------------------------------------------------------- | ---------------------------------------------------------------------- | ---------------------------------------------------------------------- |
| 松本清張・最終章 わるいやつら （2007.1.19 - 2007.3.9）                 | 生徒諸君! （2007.4.20 - 2007.6.22）                                    | 女帝 （2007.7.13 - 2007.9.14）                                         |